# Voivodeni (okręg Arad)
Voivodeni – wieś w Rumunii, w okręgu Arad, w gminie Bârsa. W 2011 roku liczyła 192 mieszkańców. 